# مضادات الصدفية

تسلسل علاج الصداف

مضادات الصداف (بالإنجليزية: Antipsoriatics)‏ هي الأدوية المستعملة في علاج الصدفية.
ومن الأمثلة على هذه الأدوية قطران الفحم وديثرانول وتازاروتين.